# Llista de Creus de Sant Jordi/2012

#### Persones
Informació actualitzada per un bot. Els canvis manuals es perdran quan s'actualitzi!
| Persona                             | Wikidata  | Descripció                                        | Ocupació                                                                            | Imatge |
| ----------------------------------- | --------- | ------------------------------------------------- | ----------------------------------------------------------------------------------- | ------ |
| Paco Morán                          | Q983630   | actor espanyol                                    | actor                                                                               |        |
| Jaume Plensa i Suñé                 | Q1396516  | artista català                                    | escultor gravador artista visual pintor dibuixant projectista fotògraf              |        |
| Lluís Bassat i Coen                 | Q2603164  | empresari català                                  | empresari presentador de televisió                                                  |        |
| Núria Albó i Corrons                | Q3347299  | escriptora, professora i política catalana        | poeta professor escriptor polític escriptor de literatura infantil                  |        |
| Rafel Marquina i Audouard           | Q4891057  | arquitecte espanyol                               | arquitecte                                                                          |        |
| Colman Andrews                      | Q5147722  |                                                   | escriptor periodista                                                                |        |
| Eugeni Forcano i Andreu             | Q5291910  | fotògraf espanyol                                 | fotògraf                                                                            |        |
| Francisco Martín Frías              | Q5866665  |                                                   | empresari                                                                           |        |
| Francesc Granell i Trias            | Q8962185  | economista i professor d'universitat              | jurista economista professor d'universitat advocat                                  |        |
| Casimiro Molins Ribot               | Q11912945 | empresari català                                  | emprenedor empresari                                                                |        |
| Isona Passola i Vidal               | Q11926950 | directora i productora de cinema catalana         | guionista productor de cinema director de cinema actor productor executiu professor |        |
| Joan Cervera i Batariu              | Q11927668 | excursionista i escriptor català                  |                                                                                     |        |
| Josep Maria Ventura i Ferrero       | Q11928767 | Empresari farmacèutic                             | empresari farmacèutic                                                               |        |
| Josep Serra i Llimona               | Q11928929 | pintor espanyol                                   | pintor                                                                              |        |
| Pere Carbonell i Fita               | Q11940936 | mestre i polític català                           | polític professor director comercial                                                |        |
| Martí Gasull i Roig                 | Q15544763 | activista cultural català                         | filòleg filòsof activista cultural                                                  |        |
| Jusèp Amiell Solè                   | Q16165959 | sacerdot i escriptor aranès                       | escriptor traductor sacerdot catòlic                                                |        |
| Rosa Maria Carrasco i Azemar        | Q16187584 | política catalana                                 | polític                                                                             |        |
| Eduard Castellet i Díaz de Cossío   | Q16188014 | empresari i editor català                         | empresari escriptor editor                                                          |        |
| Dolors Canal Vilarrasa              | Q16191031 | Religiosa i educadora                             |                                                                                     |        |
| Josep Lloveras i Feliu              | Q16861867 |                                                   | pintor escultor                                                                     |        |
| Robert Roqué i Jutglà               | Q17036708 | periodista espanyol                               | periodista                                                                          |        |
| Josep Maixenchs i Agustí            | Q17206191 | cineasta, empresari i historiador de l'art català | empresari historiadora de l'art historiador catedràtic                              |        |
| Dolors Folch i Fornesa              | Q18640846 | sinòloga                                          | sinòleg historiador                                                                 |        |
| Francesc Martínez de Foix i Llorens | Q20100591 |                                                   |                                                                                     |        |

#### Entitats
Informació actualitzada per un bot. Els canvis manuals es perdran quan s'actualitzi!
| Entitat                                                | Wikidata  | Descripció                                                                                | Imatge |
| ------------------------------------------------------ | --------- | ----------------------------------------------------------------------------------------- | ------ |
| Conservatori Superior de Música del Liceu              | Q2386124  | escola de música a Catalunya                                                              |        |
| Banc dels Aliments de Barcelona                        | Q5717800  |                                                                                           |        |
| Fundació Blanquerna                                    | Q5871111  |                                                                                           |        |
| Societat Catalana de Biologia                          | Q9078429  | societat científica catalana                                                              |        |
| Amics de la Gent Gran                                  | Q11905322 | organització sense ànim de lucre                                                          |        |
| Fundació Festa Major de Gràcia                         | Q11923264 | ens del barri de Gràcia                                                                   |        |
| Fundació Marianao                                      | Q11923274 |                                                                                           |        |
| Escola d'Administració Pública de Catalunya            | Q14529898 | escola d'administració de Catalunya                                                       |        |
| La Passió d'Esparreguera                               | Q20001242 |                                                                                           |        |
| Associació per a les Nacions Unides a Espanya          | Q20100304 | organització reconeguda per les Nacions Unides com a nexe amb la societat civil espanyola |        |
| Gremi de Constructors d'Obres de Barcelona i Comarques | Q20100683 |                                                                                           |        |
| La Lira Vendrellenca                                   | Q20100867 |                                                                                           |        |
| Societat Coral El Penedès                              | Q20101844 |                                                                                           |        |
| Societat Coral Erato                                   | Q20101845 |                                                                                           |        |
| Trinijove                                              | Q20102087 |                                                                                           |        |